# Zeuxia borcei
Zeuxia borcei là một loài ruồi trong họ Tachinidae.